# Iuri Borisovici Levitan
Iuri Borisovici Levitan (Iudka Bercovici) (în rusă Юрий Борисович Левитан/(Юдка Беркович), n. 2 octombrie (S.V. 19 septembrie) 1914, Vladimir, Imperiul Rus – d. 4 august 1983, Besonovka, regiunea Belgorod, RSFS Rusă, URSS a fost crainicul de radio și televiziune cel mai celebru din Uniunea Sovietică. Numit în 1931 crainic la Radioul Tuturor Republicilor (rusă диктор Всесоюзного радио) și din 1973, crainic de radio și televiziune  al Comitetului de stat al Consiliului de Miniștri al URSS (rusă диктор Государственного комитета Совета Министров СССР) a primit în 1980 titlul de Artist al Poporului al URSS. Vocea sa de bas, impresionantă și răspicată, a dat comunicatelor sale rezonanțe grave. El a prezentat, printre altele, comunicatul oficial de la Radio Moscova despre invadarea teritoriului sovietic de către trupele germane din 22 iunie 1941 capitularea Germaniei (1945), moartea lui Stalin (1953), misiunea spațială a lui Iuri Gagarin (1961), etc.

## Vorbește Moscova!
| Vorbește Moscova!                                                                                                  |
| |
| Iuri Levitan citește comunicatul ofical sovietic care anunță începerea atacului Germaniei asupra Uniunii Sovietice |

## Familia
Levitan s-a născut într-un sat evreiesc de lângă Vladimir ca fiu al Mariei Iulievna Levitan (în rusă : Мария Юльевна Левитан), administratoare a teatrului în care juca tatăl ei și a lui Ber Levitan (în rusă : Борис Семенович Левитан). A avut o fiică, Natalia Sudaricova (în rusă : Наталья Сударикова).

## Onoruri
De două ori Artist al Poporului URSS - pe anii 1973 și 1980.
Artist Emerit al Republicii Sovietice Ruse
 Ordinul Steagul Roșu al Muncii (1944).
 Ordinul Insigna de Onoare (1964).
 Ordinul Revoluției din Octombrie (1974).

Timbru comemorativ din 2016
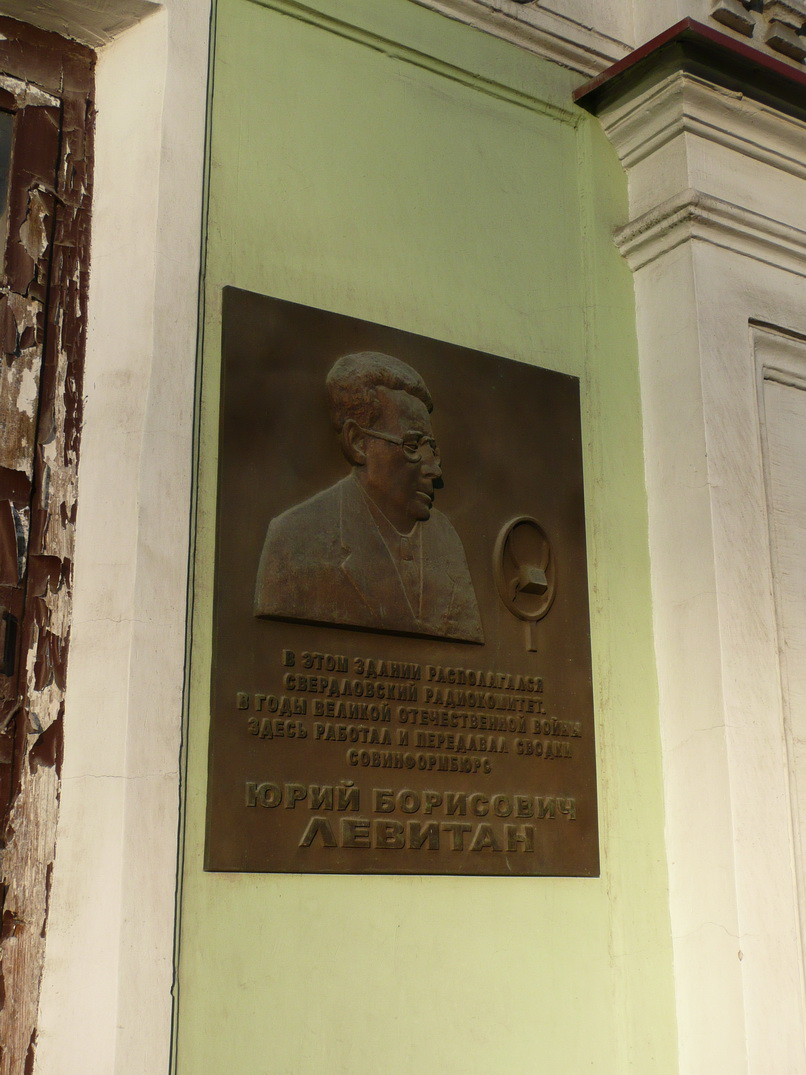
Placă comemorativă montată pe Casa E. I. Pervușin
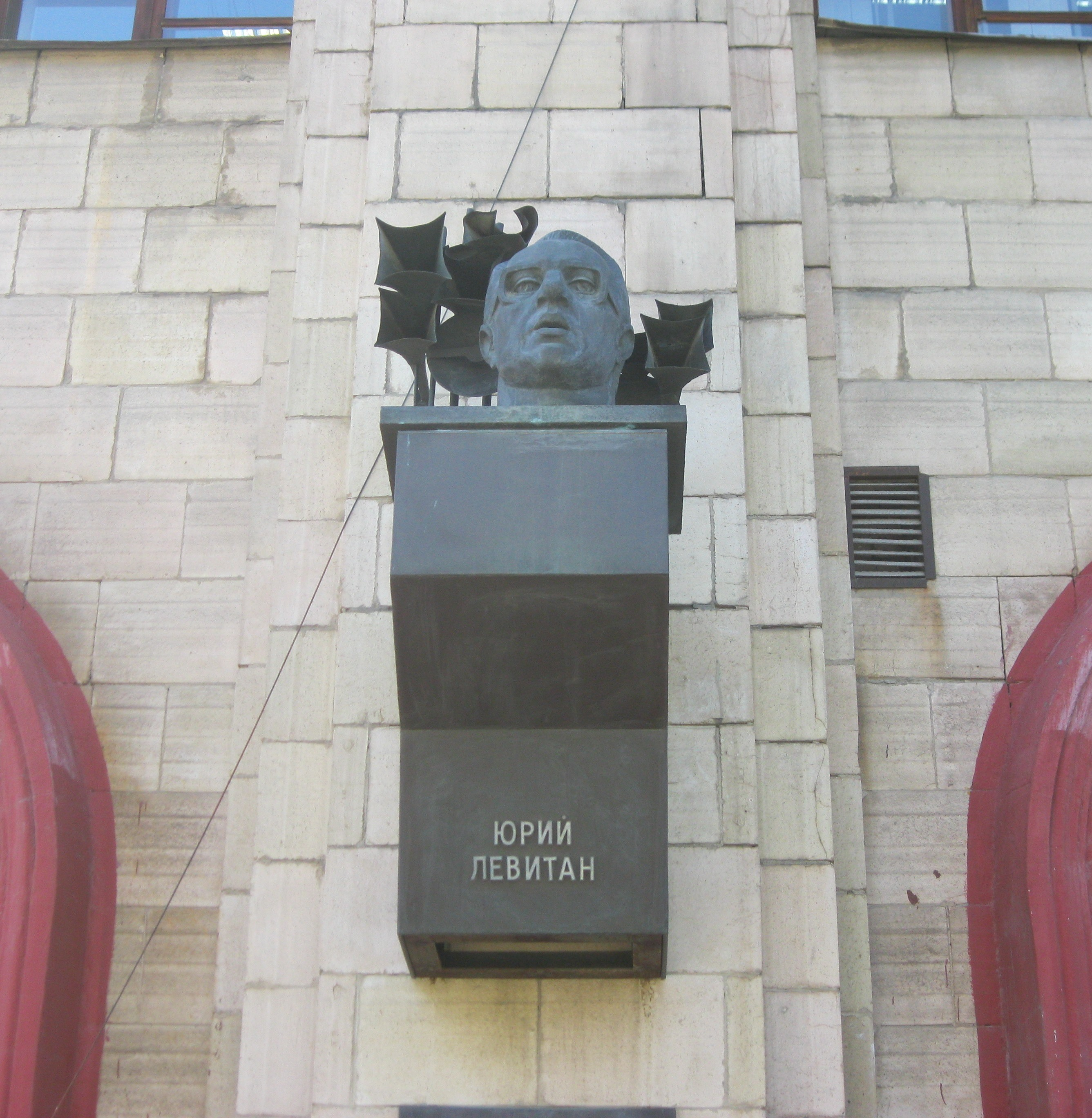
Monumentul lui I.B.Levitan la Palatul Poștei din Volgograd.
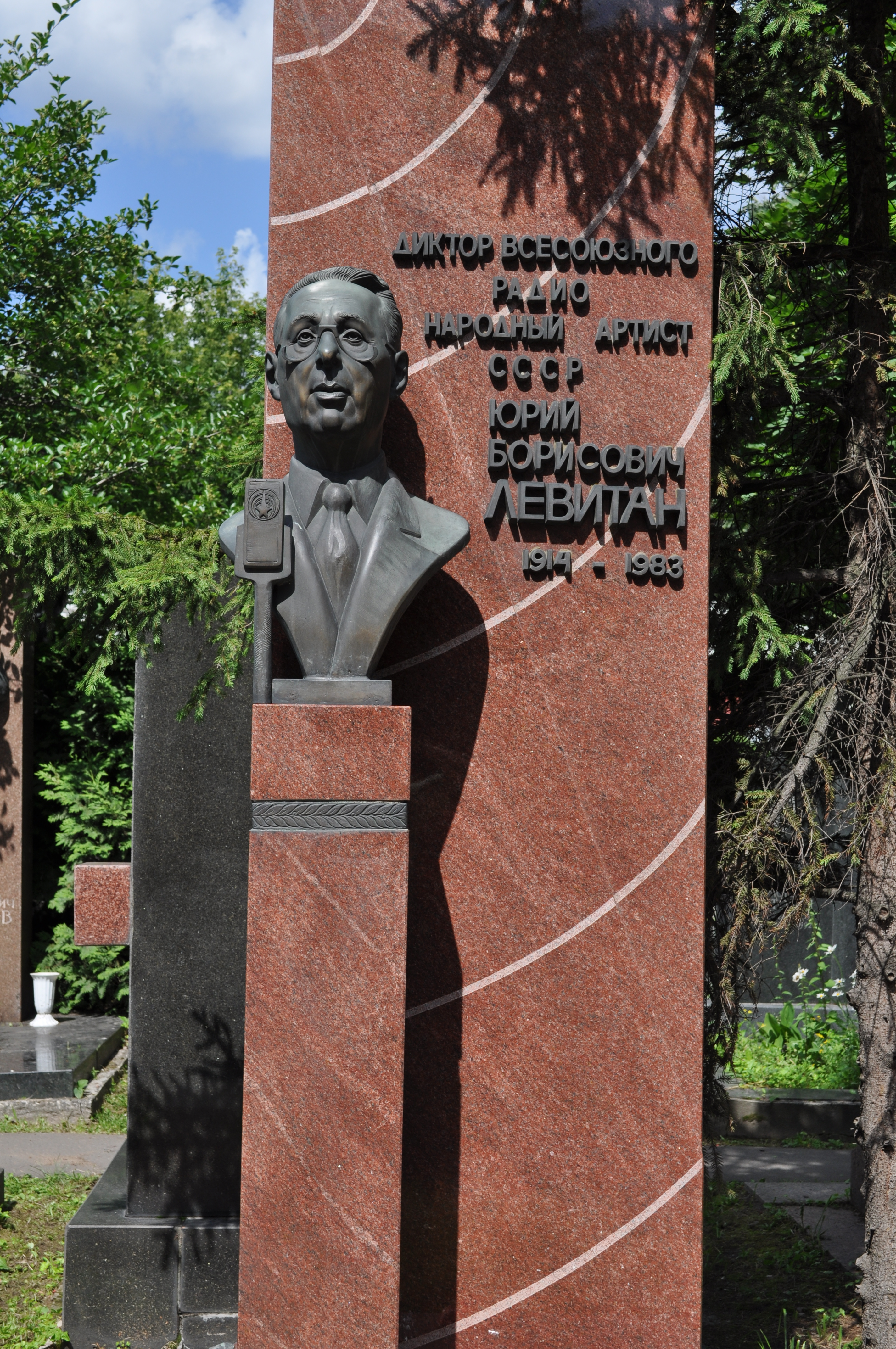
I.B. Levitan: Monumentul funerar la cimitirul din Novodevici